# Scoparia extincta
Scoparia extincta là một loài bướm đêm trong họ Crambidae.